# Kompleks Quasimoda
Kompleks Quasimoda – określenie postawy wrogości do płci przeciwnej, zazdrości wobec pięknego ciała i urody. Kompleks ten występuje u osób z widocznymi zniekształceniami fizycznymi. Prawzorem jest Quasimodo, postać z powieści Katedra Marii Panny w Paryżu Victora Hugo z 1831, znana również z opery Felipe Pedrella z 1875 oraz licznych ekranizacji powieści.